# Emil Krafth
Emil Henry Kristoffer Krafth (* 2. August 1994 in Stockholm) ist ein schwedischer Fußballspieler. Der Abwehrspieler steht beim englischen Erstligisten Newcastle United unter Vertrag und spielt für die schwedische Nationalmannschaft.

## Vereinskarriere
Emil Krafth spielte zu Beginn seiner Karriere im Jahr 2010 für den Amateurverein Lagans AIK. Im Anschluss wurde er vom Zweitligisten Östers IF zur Saison 2011 verpflichtet und spielte sich dort unter dem Trainer Roar Hansen trotz seines jungen Alters auf Anhieb in die Startelf. Mit dem vierten Tabellenplatz verpasste die Mannschaft am Ende nur knapp den Aufstieg in Schwedens höchste Spielklasse. Von den souveränen Auftritten des Außenverteidigers war auch der schwedische Meister und Pokalsieger Helsingborgs IF überzeugt und verpflichtete Emil Krafth ab der Saison 2012. Noch vor dem Saisonstart gewann er mit seiner neuen Mannschaft den schwedischen Fußball-Supercup durch einen 2:0-Erfolg über AIK. Krafth saß auf der Ersatzbank, kam jedoch nicht zum Einsatz. In der Liga wurde Helsingborgs nach der überzeugenden Vorsaison nur noch Tabellensechster und setzte den jungen Außenverteidiger neunmal ein. Auf der rechten Abwehrseite war noch der ehemalige Bundesligalegionär Christoffer Andersson gesetzt. Für die Saison 2013 wurde Roar Hansen als neuer Trainer vorgestellt, der Krafth bereits bei Östers betreut hatte. Unter seiner Leitung verdrängte er Andersson als Rechtsverteidiger und wurde Stammspieler in Helsingborg, die am Saisonende Fünfter wurden und sich um einen Platz verbessern konnten. In der Saison 2014 rutschte Krafth mit seiner Mannschaft ins Mittelfeld der Liga ab und wurde nur noch Neunter.
Im Sommer 2015 wechselte Kraft zum italienischen Erstligisten FC Bologna. Vier Jahre später wechselte er nach England zu Newcastle United.

## Nationalmannschaft
Nachdem der junge Krafth sich in Helsingborg zum Stammspieler entwickelte, debütierte er am 17. Januar 2014 auch für die schwedische Fußballnationalmannschaft. Im Freundschaftsspiel gegen Moldawien wurde er in der 85. Minute für Oscar Lewicki eingewechselt und bereitete eine Minute später den 2:1-Siegtreffer von Erton Fejzullahu vor.
Im Sommer 2015 gehörte Krafth zum ursprünglichen Aufgebot der von Auswahltrainer Håkan Ericson betreuten schwedischen U-21-Auswahlmannschaft für die U-21-Europameisterschaft 2015. Wenige Tage vor Turnierbeginn verletzte er sich in der Vorbereitung und wurde durch Victor Lindelöf ersetzt. Dieser war auf dem Weg zum Titelgewinn Stammspieler, im Endspiel gegen Portugal verwandelte er den letzten Strafstoß im Elfmeterschießen.
Mit der schwedischen Auswahl erreichte er bei der Europameisterschaft 2021 das Achtelfinale, wo Schweden gegen die Ukraine ausschied.

## Erfolge
- Schwedischer Supercup: 2012